# Chambornay-lès-Bellevaux
Pour les articles homonymes, voir Chambornay et Bellevaux.
Chambornay-lès-Bellevaux est une commune française située dans le département de la Haute-Saône, la région culturelle et historique de Franche-Comté et la région administrative Bourgogne-Franche-Comté.

## Géographie
Le village de Chambornay-lès-Bellevaux est situé en bordure de la rivière l'Ognon.
Le village est construit sur deux niveaux : 
- la partie basse autour de la source de la Doye qui alimente un lavoir couvert d'un toit de tuile soutenu par des colonnes en fonte et une fontaine ronde et se transforme ensuite en un petit ruisseau qui va se jeter dans l'Ognon quelques centaines de mètres plus loin[1].

- la partie haute sur le flanc d'un petite colline qui se prolonge à l'ouest par le mont Saint-Justin surmonté d'une chapelle datée du Xe siècle et inscrite à l'inventaire supplémentaire des monuments historiques. C'est tout près de là que s'étaient établis les premiers habitants de Chambornay, avant de redescendre vers le point d'eau de la Doye. Au nord-ouest, un deuxième massif forestier, le Chanois constitue avec le précédent un ensemble de 160 ha de forêts administrées par l'office national des forêts.

En arrivant par l'ouest, par la D 31, depuis le mont Saint-Justin, on découvre les premières maisons du village, dont une maison-forte avec une tour, l'église Saint-Germain datant du XIIe siècle avec le cimetière autour. La rue Saint-Germain, bordée de caniveaux en pavés, descend vers la place des Lavandières.
Au nord, se trouve le château-Gaillard, ancienne maison-forte remontant au Moyen Âge. Au delà, ce sont des champs et des bois avec au nord-est le massif du Châtelard et le lieudit la Craye" point culminant du village.
Au sud, une plaine enrichie des alluvions de l'Ognon, borde le village.

### Climat
Pour des articles plus généraux, voir Climat de la Bourgogne-Franche-Comté et Climat de la Haute-Saône.
En 2010, le climat de la commune est de type climat des marges montargnardes, selon une étude du Centre national de la recherche scientifique s'appuyant sur une série de données couvrant la période 1971-2000. En 2020, Météo-France publie une typologie des climats de la France métropolitaine dans laquelle la commune est exposée à un climat semi-continental et est dans une zone de transition entre les régions climatiques « Lorraine, plateau de Langres, Morvan » et « Jura ». 
Pour la période 1971-2000, la température annuelle moyenne est de 10,7 °C, avec une amplitude thermique annuelle de 17,5 °C. Le cumul annuel moyen de précipitations est de 1 064 mm, avec 12,7 jours de précipitations en janvier et 9,5 jours en juillet. Pour la période 1991-2020, la température moyenne annuelle observée sur la station météorologique de Météo-France la plus proche, « Rioz », sur la commune de Rioz à 5 km à vol d'oiseau, est de 11,2 °C et le cumul annuel moyen de précipitations est de 1 084,6 mm. 
La température maximale relevée sur cette station est de 39,6 °C, atteinte le 25 juillet 2019 ; la température minimale est de −21,8 °C, atteinte le 20 décembre 2009,,. 
Les paramètres climatiques de la commune ont été estimés pour le milieu du siècle (2041-2070) selon différents scénarios d'émission de gaz à effet de serre à partir des nouvelles projections climatiques de référence DRIAS-2020. Ils sont consultables sur un site dédié publié par Météo-France en novembre 2022.

## Urbanisme

### Typologie
Au 1er janvier 2024, Chambornay-lès-Bellevaux est catégorisée commune rurale à habitat dispersé, selon la nouvelle grille communale de densité à sept niveaux définie par l'Insee en 2022.
Elle est située hors unité urbaine. Par ailleurs la commune fait partie de l'aire d'attraction de Besançon, dont elle est une commune de la couronne,. Cette aire, qui regroupe 310 communes, est catégorisée dans les aires de 200 000 à moins de 700 000 habitants,.

### Occupation des sols
L'occupation des sols de la commune, telle qu'elle ressort de la base de données européenne d’occupation biophysique des sols Corine Land Cover (CLC), est marquée par l'importance des territoires agricoles (57,4 % en 2018), une proportion sensiblement équivalente à celle de 1990 (57,7 %). La répartition détaillée en 2018 est la suivante : 
forêts (34,2 %), zones agricoles hétérogènes (28,5 %), prairies (14,8 %), terres arables (14,1 %), zones urbanisées (4,2 %), eaux continentales (4,2 %). L'évolution de l’occupation des sols de la commune et de ses infrastructures peut être observée sur les différentes représentations cartographiques du territoire : la carte de Cassini (XVIIIe siècle), la carte d'état-major (1820-1866) et les cartes ou photos aériennes de l'IGN pour la période actuelle (1950 à aujourd'hui).

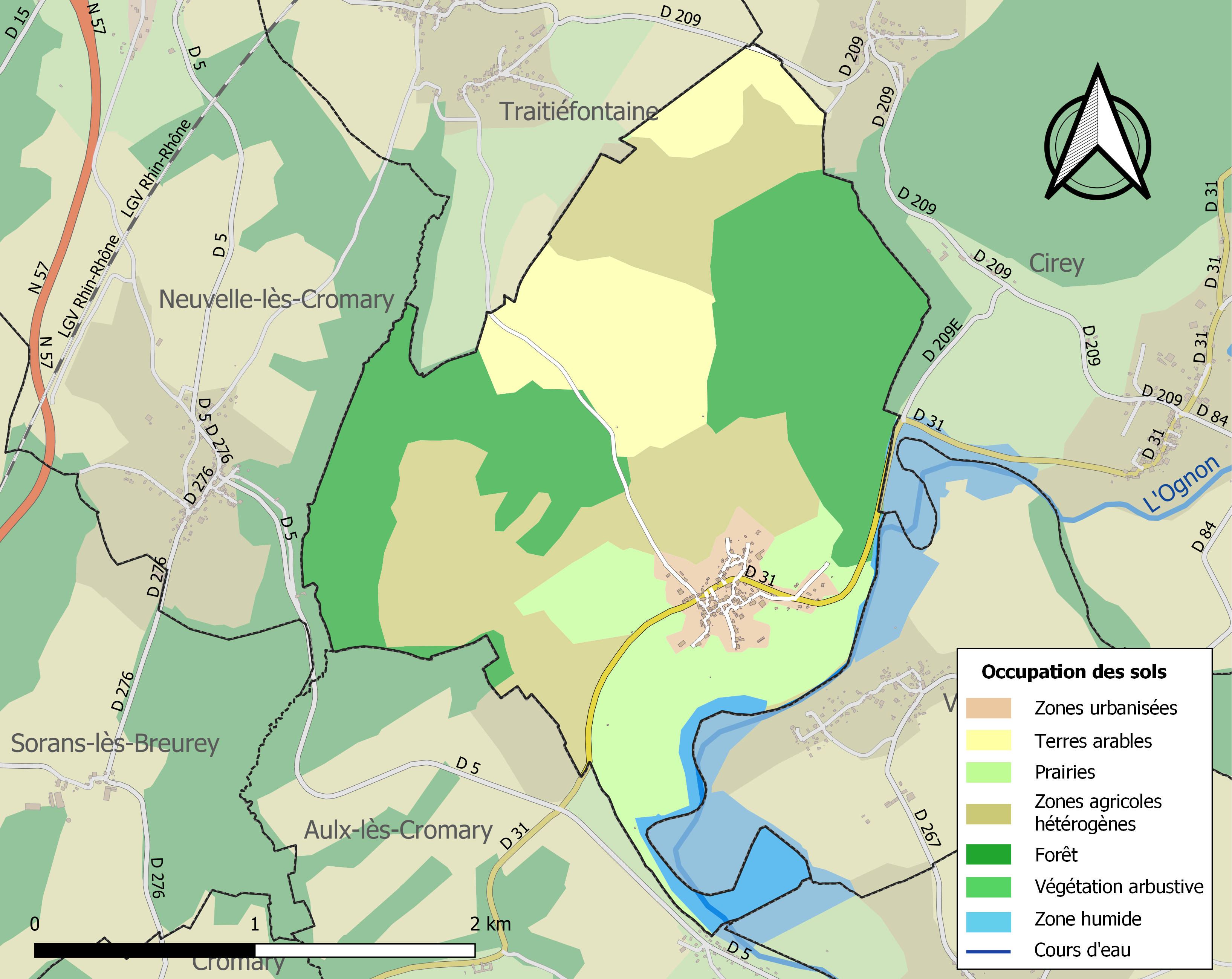
Carte des infrastructures et de l'occupation des sols de la commune en 2018 (CLC).

## Toponymie
Bellevaux : Le toponyme Bellevaux trouve son origine dans la qualification du paysage, à savoir une « Belle vallée, beau vallon », du latin bella, signifiant « belle », et vaux qui désigne un vallon, qui est à l'origine un mot féminin.
La référence à Bellevaux (Bella Vallis) provient de la présence de l'abbaye Notre-Dame de Bellevaux fondée en 1119, à l'est du village (territoire de la commune voisine de Cirey), dont les moines jouèrent un grand rôle dans l'économie locale[réf. nécessaire].

## Politique et administration

Carte départementale représentant en rouge la communauté de communes du Pays Riolais.

### Rattachements administratifs et électoraux
La commune fait partie de l'arrondissement de Vesoul du département de la Haute-Saône,  en région Bourgogne-Franche-Comté. Pour l'élection des députés, elle dépend de la première circonscription de la Haute-Saône.
Elle fait partie depuis 1801 du canton de Rioz. Dans le cadre du redécoupage cantonal de 2014 en France, ce canton s'accroît et passe de 27 à 52 communes.

### Intercommunalité
La commune a adhéré dès 1994 au SIDE (Syndicat intercommunal de développement économique) devenu la communauté de communes du Pays riolais (CCPR), créée le 29 décembre 1999.
Elle bénéficie ainsi des services mis en place par la CCPR (Crèches, péri-scolaire, scolaire, ordures ménagères, SPANC, piscines, transport à la demande...).

### Politique locale
Le conseil municipal comprend 11 membres. Le maire élu en 2014 est M. Dominique Peyreton qui a succédé à M. Bernard Grosjean qui après trois mandats a décidé de ne pas se représenter. Le premier adjoint est M. Jean-Louis Perrey, le second Jean Beauprêtre. Ce conseil est composé essentiellement de nouveaux élus. Le maire est le seul élu restant de l'ancienne équipe, deux conseillers ont, dans le passé, fait déjà un mandat. Il comprend également quatre femmes qui ont choisi de s'investir dans les affaires municipales[réf. nécessaire].

### Liste des maires
| Période                                  | Période                 | Identité              | Étiquette | Qualité                                          |
| ---------------------------------------- | ----------------------- | --------------------- | --------- | ------------------------------------------------ |
| Les données manquantes sont à compléter. |                         |                       |           |                                                  |
| septembre 1975                           | juin 1995               | Daniel Januel         |           |                                                  |
| juin 1995                                | 2014                    | Bernard Grosjean      | PS        | Vice-président de la CC Pays riolais ( ? → 2014) |
| mars 2014                                | En cours (au 13/7/2015) | M. Dominique Peyreton |           |                                                  |

### Politique environnementale
La commune s'est dotée en 2016 d'une station d'épuration de type rhizosphère plantée de roseaux, qui rejette les eaux purifiées dans le ruisseau voisin.

## Population et société

### Démographie
L'évolution du nombre d'habitants est connue à travers les recensements de la population effectués dans la commune depuis 1793. Pour les communes de moins de 10 000 habitants, une enquête de recensement portant sur toute la population est réalisée tous les cinq ans, les populations de référence des années intermédiaires étant quant à elles estimées par interpolation ou extrapolation. Pour la commune, le premier recensement exhaustif entrant dans le cadre du nouveau dispositif a été réalisé en 2007.

En 2022, la commune comptait 185 habitants, en évolution de +1,09 % par rapport à 2016 (Haute-Saône : −1,4 %, France hors Mayotte : +2,11 %).
| 1793 | 1800 | 1806 | 1821 | 1831 | 1836 | 1841 | 1846 | 1851 |
| ---- | ---- | ---- | ---- | ---- | ---- | ---- | ---- | ---- |
| 350  | 366  | 326  | 308  | 319  | 295  | 305  | 308  | 310  |

| 1856 | 1861 | 1866 | 1872 | 1876 | 1881 | 1886 | 1891 | 1896 |
| ---- | ---- | ---- | ---- | ---- | ---- | ---- | ---- | ---- |
| 274  | 274  | 266  | 240  | 225  | 237  | 230  | 208  | 196  |

| 1901 | 1906 | 1911 | 1921 | 1926 | 1931 | 1936 | 1946 | 1954 |
| ---- | ---- | ---- | ---- | ---- | ---- | ---- | ---- | ---- |
| 216  | 199  | 191  | 177  | 157  | 158  | 151  | 121  | 138  |

| 1962 | 1968 | 1975 | 1982 | 1990 | 1999 | 2006 | 2007 | 2012 |
| ---- | ---- | ---- | ---- | ---- | ---- | ---- | ---- | ---- |
| 109  | 101  | 99   | 110  | 116  | 143  | 154  | 156  | 173  |

| 2017 | 2022 | - | - | - | - | - | - | - |
| ---- | ---- | - | - | - | - | - | - | - |
| 185  | 185  | - | - | - | - | - | - | - |

### Vie associative
La commune est animée par deux associations : La Doye et la Chambouna. Chaque année, la Doye organise la fête de la musique, un vide-greniers en septembre, la fête de la Saint-Germain début octobre et l'arbre de noël des enfants. La Chambouna organise des concerts et un souper dansant dont les bénéfices vont à la réfection du patrimoine.
Il existe aussi une ACCA qui réunit les chasseurs du village.

## Économie
Il y avait encore 11 agriculteurs en 1975. Il n'en reste plus en 2014. Toutes les exploitations ont été reprises en fermage par des exploitants extérieures au village.
Trois entreprises artisanales ou de services sont installées en 2014 : un couvreur, un installateur de fermetures, volets, fenêtres et une manucure itinérante.
La plupart des salariés travaillent à Besançon ou à Vesoul, les deux grandes villes distantes d'une trentaine de kilomètres.

## Culture locale et patrimoine

### Lieux et monuments
- La chapelle Saint-Justin du Xe siècle. Toit en lauzes. En fait, il s'agit du chœur d'un édifice plus important qui subsista jusqu'au milieu du XIXe siècle[24]. La remise en état de la toiture en laves (pierres plates de Bourgogne) s'est achevée en 2014[25] avec l'aide financière du département de la Haute-Saône, de la DRAC, de la région de Franche-Comté, de l'association des Vieilles Maisons Françaises (VMF), de la Fondation du Patrimoine et de l'association la Chambouna[26] qui a été créée pour aider à la rénovation du patrimoine communal.

- Église Saint-Germain, du XIIe siècle. Le chœur date du XIIe, le reste de la nef est plus récent. Le clocher pyramidal était un clocher comtois en dôme jusqu'à la fin du XIXe. À l'intérieur, une chaire classée, des tableaux, des objets de culte et des statues en bois polychrome dont certaines sont classées. La chapelle latérale a été rénovée par des bénévoles. Il reste à rénover la nef, les murs, les boiseries et la sacristie.
- Lavoir et fontaine sur la place des Lavandières : Le lavoir a été restauré à la fin des années 90 ainsi que la fontaine ronde qui, en été, crache de l'eau pompée dans le ruisseau. 
Des lampes mettent en lumière le lavoir et sa charpente en bois dès la tombée de la nuit.

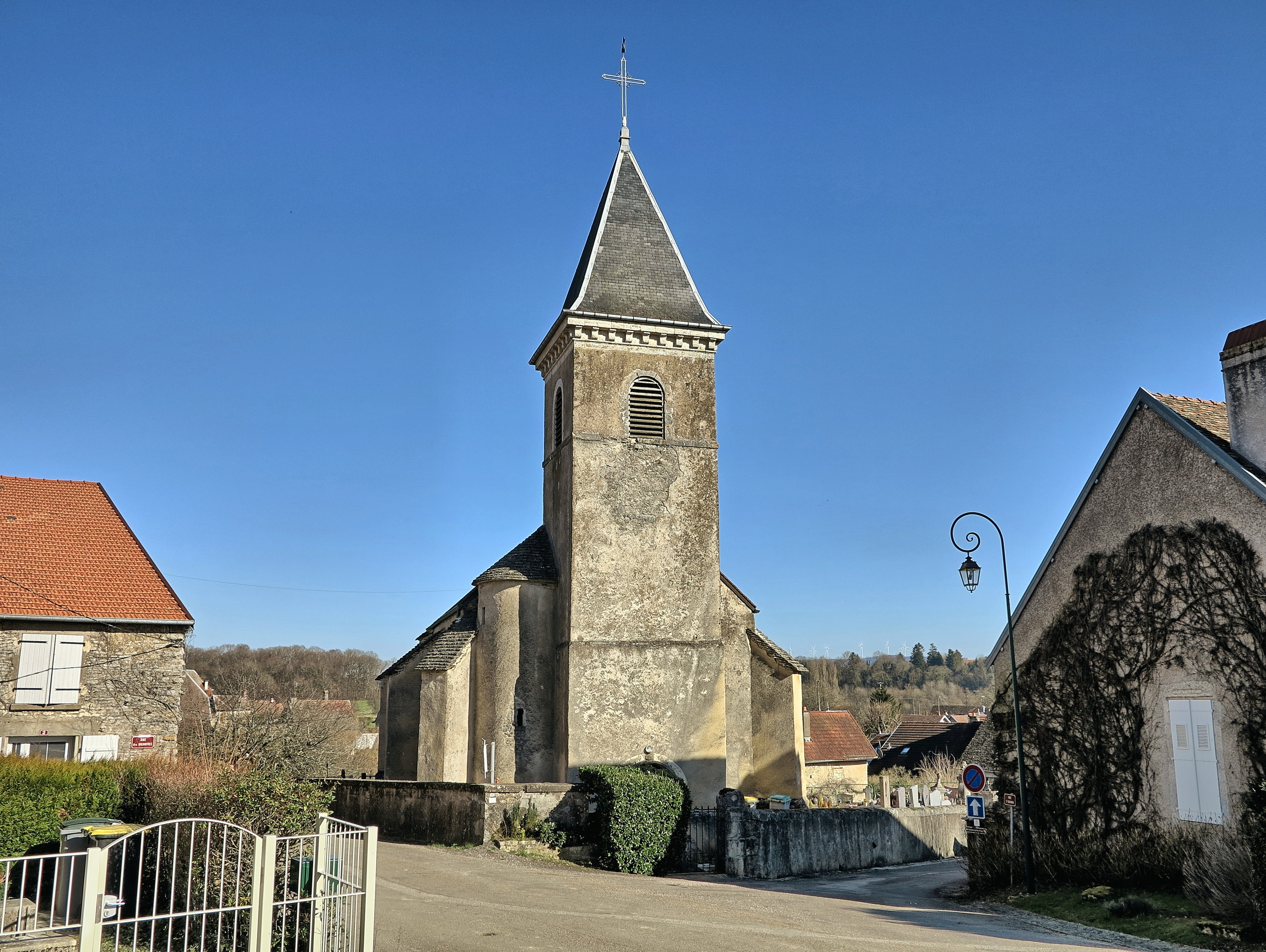
L'église.
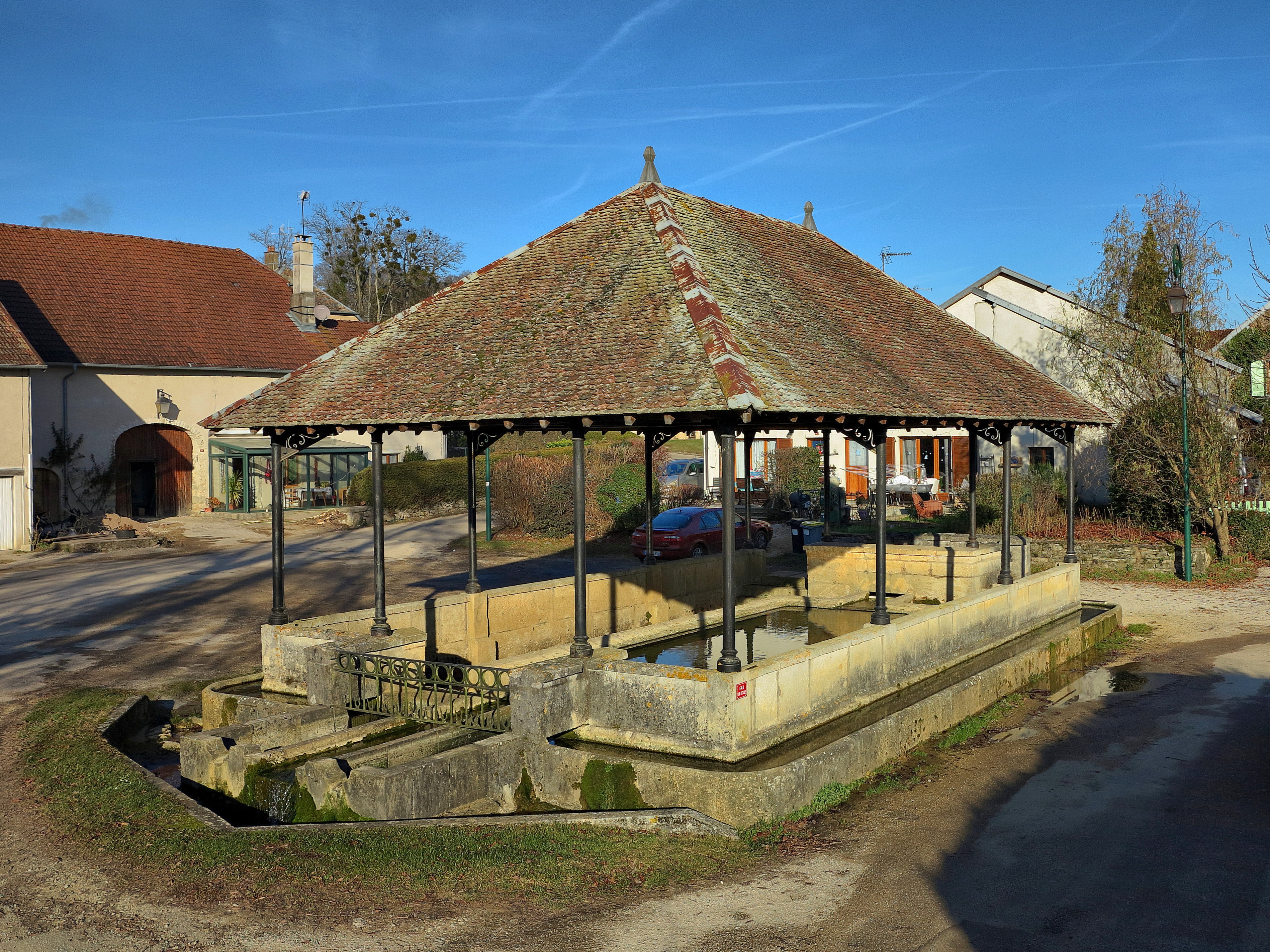
La fontaine-lavoir-abreuvoir.